# هه ژوئوچیانگ
هه ژوئوچیانگ (انگلیسی: He Zhuoqiang؛ زادهٔ ۱۲ ژانویهٔ ۱۹۶۷) وزنه‌بردار اهل چین بود.